# حصار فلورنسا (1529-30)
وقع حصار فلورنسا في الفترة من 24 أكتوبر 1529 إلى 10 أغسطس 1530 ، في نهاية حرب عصبة كونياك . في مؤتمر بولونيا ، وافق البابا ميديشي كليمنت السابع والإمبراطور تشارلز الخامس على استعادة ميديتشي في فلورنسا. قام الجيش الامبراطوري والاسباني تحت قيادة فيليبيرت من شالون، أمير أورانج و بيير ماريا III دي "روسي  بمحاصرة المدينة، وبعد حصار دام عشرة أشهر تقريبا، دخلوها، وقاموا بالإطاحة بجمهورية فلورنسا وعيّنوا اليساندرو دي "ميديتشي كحاكم للمدينة.
كان الفلورنسيون قد تخلصوا من حكم ميديتشي وأسسوا جمهورية بعد نهب روما عام 1527 ؛ استمرت جمهورية فلورنسا في المشاركة في الحرب إلى جانب الفرنسيين . أدت الهزائم الفرنسية في نابولي عام 1528 ولاندريانو عام 1529 إلى إبرام فرانسيس الأول ملك فرنسا معاهدة كامبراي مع الإمبراطور الروماني المقدس تشارلز الخامس . عندما أبرم البابا كليمنت السابع وجمهورية البندقية أيضًا معاهدات مع الإمبراطور ، تُركت فلورنسا للقتال بمفردها. أمر تشارلز ، في محاولة لكسب تأييد كليمنت ، جيوشه بالاستيلاء على فلورنسا وإعادة آل ميديتشي إلى السلطة.
قاومت الجمهورية هذا التوغل. لكنها ، تُركت دون حلفاء وخانتها العديد من مرتزقتها، ولم تتمكن فلورنسا من الاستمرار في القتال إلى أجل غير مسمى. بعد استيلاء القوات الإمبراطورية على فولتيرا وموت فرانشيسكو فيروتشيو في معركة جافينانا ، أصبحت المقاومة الإضافية غير عملية ، واستسلمت المدينة في أغسطس 1530.